# Droga wojewódzka nr 509
Droga wojewódzka nr 509 (DW509) – droga wojewódzka o długości 42 km, łączącą DW500 w Elblągu z DW513 w m. Drwęczno.
Droga biegnie na terenie powiatów: elbląskiego, braniewskiego i lidzbarskiego.

## Miejscowości leżące przy trasie DW509
- Elbląg (DW500)
- Pomorska Wieś
- Zastawno
- Zaścianki
- Młynary (DW505)
- Młynarska Wola
- Nowica (DW506)
- Księżno
- Wilczęta
- Gładysze
- Spędy
- Dąbrówka
- Bażyny
- Klusajny
- Drwęczno (DW513)